# منطقه کلان‌شهری شمال غرب
منطقه کلان‌شهری شمال غرب (به آلمانی: Metropolregion Nordwest) یکی از یازده منطقه کلان‌شهری رسمی کشور آلمان است که پیشتر منطقه کلان‌شهری برمن/اولدنبورگ خوانده می شد. این ناحیه کلان‌شهری نزدیک به ۲،۷۲۰،۰۰۰ تن جمعیت داشته و ایالت برمن و بخش هایی از ایالت نیدرزاکسن را در بر می گیرد.